# Resolució 299 del Consell de Seguretat de les Nacions Unides
La Resolució 299 del Consell de Seguretat de les Nacions Unides fou adoptada per unanimitat el 30 de setembre de 1971, després d'examinar l'aplicació de Oman per a ser membre de les Nacions Unides, el Consell va recomanar a l'Assemblea general que Oman fos admès.